# العلاقات الإماراتية السنغافورية
العلاقات الإماراتية السنغافورية هي العلاقات الثنائية التي تجمع بين الإمارات العربية المتحدة وسنغافورة.

## مقارنة بين البلدين
هذه مقارنة عامة ومرجعية للدولتين:
| وجه المقارنة                                              | الإمارات العربية المتحدة | سنغافورة                                                             |
| --------------------------------------------------------- | ------------------------ | -------------------------------------------------------------------- |
| المساحة (كم2)                                             | 83.60 ألف                | 719                                                                  |
| عدد السكان (نسمة)                                         | 9.40 مليون               | 5.89 مليون                                                           |
| الكثافة السكانية (ن./كم²)                                 | 112.44                   | 819.19 ألف                                                           |
| العاصمة                                                   | أبو ظبي                  | سنغافورة                                                             |
| اللغة الرسمية                                             | اللغة العربية            | لغة إنجليزية، اللغة الملايو، اللغة الصينية القياسية، اللغة التاميلية |
| العملة                                                    | درهم إماراتي             | دولار سنغافوري                                                       |
| الناتج المحلي الإجمالي (بليون دولار)                      | 382.58 مليار             | 323.91 مليار                                                         |
| الناتج المحلي الإجمالي (تعادل القوة الشرائية) بليون دولار | 640.72 مليار             | 472.59 مليار                                                         |
| الناتج المحلي الإجمالي الاسمي للفرد دولار أمريكي          | 40.44 ألف                | 52.89 ألف                                                            |
| الناتج المحلي الإجمالي للفرد دولار أمريكي                 | 67.67 ألف                | 82.76 ألف                                                            |
| مؤشر التنمية البشرية                                      | 0.835                    | 0.925                                                                |
| رمز المكالمات الدولي                                      | +971                     | +65                                                                  |
| رمز الإنترنت                                              | .ae، .امارات             | .sg                                                                  |
| المنطقة الزمنية                                           | ت ع م+04:00              | ت ع م+08:00، توقيت سنغافورة المنسق ‏                                  |

## منظمات دولية مشتركة
يشترك البلدان في عضوية مجموعة من المنظمات الدولية، منها:
| علم المنظمة | اسم المنظمة                               | تاريخ انضمام الإمارات العربية المتحدة | تاريخ انضمام سنغافورة |
| ----------- | ----------------------------------------- | ------------------------------------- | --------------------- |
|             | مؤسسة التنمية الدولية                     | 23 ديسمبر 1981                        | 27 سبتمبر 2002        |
|             | يونسكو                                    | 20 أبريل 1972                         | 8 أكتوبر 2007         |
|             | وكالة ضمان الاستثمار متعدد الأطراف        | 20 أكتوبر 1993                        | 24 فبراير 1998        |
|             | الأمم المتحدة                             | 9 ديسمبر 1971                         | 21 سبتمبر 1965        |
|             | الاتحاد البريدي العالمي                   | ?                                     | ?                     |
|             | البنك الدولي للإنشاء والتعمير             | 22 سبتمبر 1972                        | 3 أغسطس 1966          |
|             | المنظمة الهيدروغرافية الدولية             | ?                                     | ?                     |
|             | الاتحاد الدولي للاتصالات                  | 27 يونيو 1972                         | 22 أكتوبر 1965        |
|             | منظمة حظر الأسلحة الكيميائية              | ?                                     | ?                     |
|             | مؤسسة التمويل الدولية                     | 30 سبتمبر 1977                        | 4 سبتمبر 1968         |
|             | المركز الدولي لتسوية المنازعات الاستشارية | 22 يناير 1982                         | 13 نوفمبر 1968        |
|             | منظمة التجارة العالمية                    | ?                                     | ?                     |
|             | منظمة الشرطة الجنائية الدولية             | ?                                     | ?                     |

## وصلات خارجية
- موقع وزارة الخارجية الإماراتية
- موقع وزارة الخارجية السنغافورية